# پنتافلوئورید ید
پنتافلوئورید ید (به انگلیسی: Iodine pentafluoride) با فرمول شیمیایی IF۵ یک ترکیب شیمیایی با شناسه پاب‌کم ۵۲۲۶۸۳ است. که جرم مولی آن 221.89 g/mol می‌باشد. شکل ظاهری این ترکیب، مایع زرد کمرنگ است.